# Heroes of Might and Magic
Heroes of Might and Magic (häufig als Heroes, HoMaM, HoMM oder HOMM abgekürzt) ist eine Serie von rundenbasierten Computer-Strategiespielen, die in einer Fantasy-Welt spielen. Der Spieler steuert dabei eine oder mehrere von Helden geführte Armeen über eine Landkarte, kämpft gegen neutrale Kreaturen und gegnerische Parteien, sammelt Ressourcen und baut die von ihm eroberten Städte aus.
Die Hintergrundgeschichte und Charaktere überschneiden sich mit denen der Rollenspielserie Might and Magic, und besonders die späteren Teile der Serie zeichnen sich ebenfalls durch viele Rollenspielelemente aus.

## Überblick
King’s Bounty gilt als spielerischer Vorläufer der Heroes-Serie. Es wurde von Jon Van Caneghem und seiner Firma New World Computing entwickelt und 1990 für den Amiga, C64 und MS-DOS-Computer veröffentlicht. 1991 folgte eine Umsetzung für das Sega Mega Drive. 2001 wurde das Spiel mit zeitgemäßerer Grafik, jedoch nicht mit größerem Umfang, unter dem irreführenden Titel Heroes of Might and Magic: Quest for the Dragon Bone Staff (in der deutschen Version lautet der Untertitel Die Macht des Drachenstabes) auch auf die PlayStation 2 portiert.
Die Spielfigur, wahlweise ein Ritter, ein Barbar, ein Paladin oder eine Zauberin, ist Anführer einer Armee, welche ein verstecktes Zepter wiederfinden muss. Zu diesem Zweck erforscht man nach und nach die (teilweise zufallsgenerierte) Spielwelt, kämpft gegen wilde Monster, besucht verschiedene Städte und Burgen und erringt magische Artefakte, die die Fähigkeiten des Helden verbessern. Zahlreiche Fantasy-Kreaturen, z. B. Ritter, Zwerge, oder Drachen treten sowohl als Gegner als auch als mögliche Rekruten für die eigene Armee auf. Der Held selbst greift nicht persönlich in die Schlachten ein, kann jedoch Zaubersprüche erlernen und anwenden, um seine Truppen zu unterstützen.
Ein wesentlicher Unterschied zu späteren Heroes-Spielen bestand darin, dass der Spieler in King’s Bounty nur einen einzigen Helden steuert, der zudem nur eine begrenzte Anzahl Truppen in seine Armee aufnehmen kann. Anders als in späteren Spielen gibt es auch nur ein einziges Szenario, welches auf verschiedenen Schwierigkeitsgraden gespielt werden kann.
Während der Entwicklung von King’s Bounty 2 wurde der Spieltitel in „Heroes of Might and Magic“ geändert, um vom Erfolg der Might-and-Magic-Rollenspiele profitieren zu können. Die im Spiel auftretenden Heldenfiguren wurden deswegen stark an Charaktere aus Might and Magic I bis VI angelehnt.
Heroes II wurde schon kurz nach dem ersten Teil veröffentlicht. Die größten Änderungen gegenüber seinem Vorgänger war die Einführung zweier neuer Fraktion, Totenbeschwörer und Hexer, die Einführung von Sekundärfähigkeiten für Helden und das neue Zaubersystem. Ein Add-on, The Price of Loyalty folgte kurz darauf.
1999 wurde der dritte Teil veröffentlicht, der sehr erfolgreich werden sollte. Erneut wurden zwei neue Fraktionen eingeführt und mit der Erweiterung Armageddon's Blade folgte die dritte. Auch eine zweite Erweiterung, The Shadow of Death, wurde entwickelt. Die mit Heroes III eingeführten Änderungen am Spielprinzip waren zahlreich aber, mit Ausnahme der Einführung eines „Warten“-Buttons im Schlachten-Modus, eher geringfügig. Die Eigenschaften des zweiten Teils wurden von New World Computing konsequent ausgebaut und auch in den beiden Add-ons weiter verfeinert.
Auf gleicher technischer Basis wie Heroes III wurden danach die Heroes Chronicles auf den Markt gebracht. Die Chronicles waren eine Serie von sieben eigenständigen Spielen, die aber jeweils ausschließlich eine einzige Einzelspieler-Kampagne (im letzten Teil zwei) beinhalteten.
Drei Jahre nach dem dritten Teil erschien der vierte. Er enthielt mehrere gröbere Änderungen im Vergleich zu seinen Vorgängern. So steuerte der Spieler seine Armeen, die nicht mehr notwendigerweise von einem Helden angeführt werden mussten, nun aus einer isometrischen statt aus einer senkrechten Perspektive. Diese Perspektive wurde auch in den Kämpfen, an denen die Helden nunmehr direkt beteiligt waren, beibehalten. Auch das Fertigkeiten- und das Zaubersystem wurden grundlegend umgearbeitet. Die Anzahl der Fraktionen wurde wieder auf sechs gesenkt und in Städten musste der Spieler zwischen den zur Verfügung stehenden Gebäuden eine Auswahl treffen.
3DO, mittlerweile der Eigentümer von New World Computing, sah sich gezwungen, das Spiel in einem unausgereiften Zustand zu veröffentlichen. Wegen der vielen Programmfehler, dem erst mit einem Patch nachgeliefertem Online-Modus und der schwachen KI wurde das Spiel von der Fangemeinde stark kritisiert. Die mangelhafte KI wurde auch in den beiden Erweiterungen The Gathering Storm und Winds of War nicht entscheidend verbessert. Auch die weiteren Neuerungen in den Add-ons hielten sich in Grenzen.
Während der Entwicklung von Heroes V musste 3DO schließlich Insolvenz anmelden. In einer Versteigerung erwarb Ubisoft die Rechte an der Heroes-Reihe und beauftragte Nival Interactive damit, Heroes V von Grund auf neu zu entwickeln. Man siedelte die Handlung in einer völlig neuen Hintergrundgeschichte an und benutzte für das gesamte Spiel eine 3D-Engine. Das Spielprinzip wurde ebenfalls weitgehend umgearbeitet und lehnt sich eher am dritten Teil als an Heroes IV an.
Ähnlich wie der vierte Teil war das Spiel anfangs etwas fehlerbehaftet und einige von den Fans gewünschte Features wurden erst nachträglich nachgereicht; insgesamt verkaufte es sich jedoch erfolgreich, ebenso die Add-ons Hammers of Fate und Tribes of the East.
Der sechste Teil erschien 2011 unter dem Titel Might & Magic: Heroes VI.
Der siebte Teil erschien im September 2015 unter dem Titel Might & Magic: Heroes VII.
Im August 2024 wurde die Entwicklung von Heroes of Might and Magic: Olden Era angekündigt.

## Heroes of Might and Magic
Heroes of Might and Magic: A Strategic Quest wurde 1995 von New World Computing für MS-DOS veröffentlicht und orientiert sich spielerisch an King’s Bounty, jedoch mit diversen Neuerungen. Die deutsche Version stammt von Softgold. Später folgten eine Version für Windows 95 mit einem Karteneditor, der die Kreation selbsterstellter oder auch zufallsgenerierter Szenarien erlaubte, sowie Umsetzungen für Mac OS und den Game Boy Color.
Morglin Eisenfaust, der rechtmäßige Herrscher eines unbekannten Landes, muss vor einem Thronräuber fliehen. Durch ein Dimensionsportal gelangt er mit seinen Dienern auf den Kontinent Enroth, auf dem bereits drei weitere Kriegsherren um die Vorherrschaft streiten. Der Spieler übernimmt nun die Rolle einer der vier Parteien und muss nach und nach sämtliche Gegner besiegen, um Enroth unter seiner Herrschaft zu einen. Obwohl man jede der vier Parteien zum Sieg führen kann, wird in den späteren Spielen, die auf diese Handlung Bezug nehmen, davon ausgegangen, dass Morglin Eisenfaust den Kampf um Enroth gewinnt und sich zum König krönt.

## Heroes of Might and Magic II

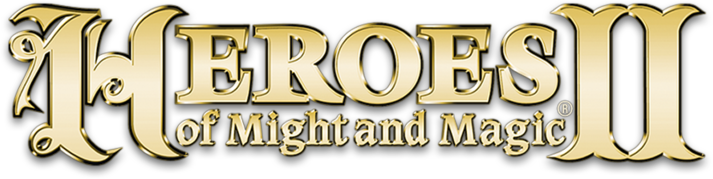
Heroes of Might and Magic II Logo

Bereits 1996 wurde Heroes of Might and Magic II: The Succession Wars veröffentlicht. Grafik und Spielmechanik wurden mit nur wenigen Änderungen übernommen. Auch einige neue Kreaturen und Merkmale wurden hinzugefügt, wesentliche Änderung ist hier aber die Aufwertbarkeit vieler Kreaturklassen.
Das Spiel unterstützt sowohl MS-DOS als auch Windows 95. New World Computing war inzwischen von 3DO aufgekauft worden, wodurch auch der deutsche Publisher wechselte. Diesmal wurde das Spiel von Ubisoft übersetzt. Auch diesmal wurde das Spiel wieder auf den Apple Macintosh portiert; die Version für den Game Boy Color ist tatsächlich eine Mischung aus Heroes II und III.

## Heroes of Might and Magic III

Heroes of Might and Magic III Logo

Der dritte und erfolgreichste Teil der Serie, Heroes of Might and Magic III: The Restoration of Erathia, wurde 1999 veröffentlicht. Das Gameplay bot abermals keinerlei wesentliche Unterschiede, jedoch verfügte das Spiel neben neuen Rendergrafiken mit höherer Farbtiefe auch über zahlreiche kleinere Verbesserungen und über einen sehr hohen Umfang. Die Originalversion des Spiels lief nur noch unter Windows 95 und neueren Versionen; es wurde aber auch auf den Mac OS, Linux und Sega Dreamcast portiert. Im Laufe der folgenden Monate veröffentlichte man das Add-on Armageddon's Blade, eine erweiterte Version des Hauptprogramms namens The Shadow of Death und schließlich ein Bundle Heroes of Might and Magic III Complete.
Die Story spielt auf dem Kontinent Antagarich und ist nur sehr lose mit den Vorgängern verknüpft. Tatsächlich war die Geschichte um Roland und Archibald bereits im Rollenspiel Might and Magic V fortgesetzt worden; in Might and Magic VI wurden dann beide Erzählstränge wieder zusammengeführt. Der König von Erathia, Nicholas Greifenherz, ist ermordet worden. Als seine inzwischen mit Roland Eisenfaust verheiratete Tochter Catherine zurückkehrt, sind bereits die Armeen aus Nighon und Kreegan in Erathia eingefallen. Der Krieg verschlimmert sich weiter, als der tote König von Nekromanten als Lich wiedererweckt wird und ebenfalls eine Invasion auf sein Heimatland startet. Catherine ernennt sich nun selbst zur neuen Königin und muss nun sämtliche Angreifer vertreiben und den Mörder ihres Vaters finden, um den Frieden wiederherzustellen.
Heroes of Might and Magic III bietet acht Stadttypen und 56 verschiedene Kreaturen, die fast alle auch auf eine leicht stärkere Version aufgerüstet werden können. Die meisten Stadttypen orientieren sich mehr oder weniger stark an denen der Vorgänger, allerdings wurden viele Kreaturen verändert oder ausgetauscht. Jedem Stadttyp sind nun zwei Heldenklassen zugeordnet, von denen einer stärkere Macht- und der andere stärkere Magiefähigkeiten besitzt. Auch die Anzahl der Sekundärfähigkeiten, Zaubersprüche und Landschaftsobjekte wurde deutlich erhöht, und es sind nun Szenarien mit bis zu acht Spielern möglich. Das Spiel ist generell abwechslungsreicher und erlaubt nun auch den Einbau von Quests, die die Spieler absolvieren können oder müssen. Die insgesamt 128 Helden besitzen unterschiedliche Starttalente und Spezialfähigkeiten, welche sie von anderen Charakteren derselben Klasse abheben. Ferner verfügt jeder Held über eine individuelle Biografie, und man erhält allgemein einen tieferen Einblick in die Spielwelt.
New World Computing veröffentlichte mit Armageddon's Blade und The Shadow of Death noch zwei Add-ons.
Im Dezember 2014 kündigte Ubisoft ein HD-Remake für PC, Android und iOS an, welches am 29. Januar 2015 erschienen ist.

## Heroes Chronicles

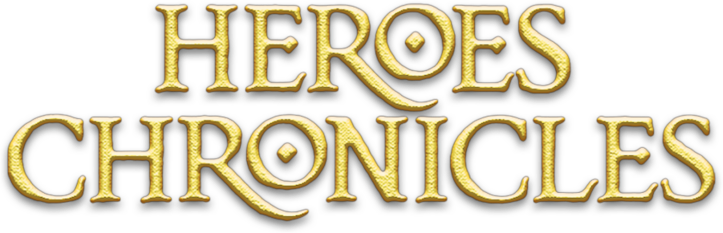
Heroes Chronicles Logo

Als Heroes Chronicles wurden 2000 und 2001 diverse Einzelkampagnen veröffentlicht, welche in spieltechnischer Hinsicht mit Heroes of Might and Magic III identisch waren, allerdings ohne das Hauptprogramm vorauszusetzen. Aufgrund des schlechten Preis-Leistungs-Verhältnisses (die meisten Episoden enthalten gerade einmal acht Szenarien, ein Leveleditor oder Mehrspielermodus sind nicht vorhanden) war der Serie jedoch kein großer Erfolg beschieden. Gelobt wurden jedoch die Gestaltung der Szenarien und die ausführliche Entwicklung der Charaktere und der Hintergrundgeschichte, welche Heroes III und IV miteinander verbindet.

## Heroes of Might and Magic IV

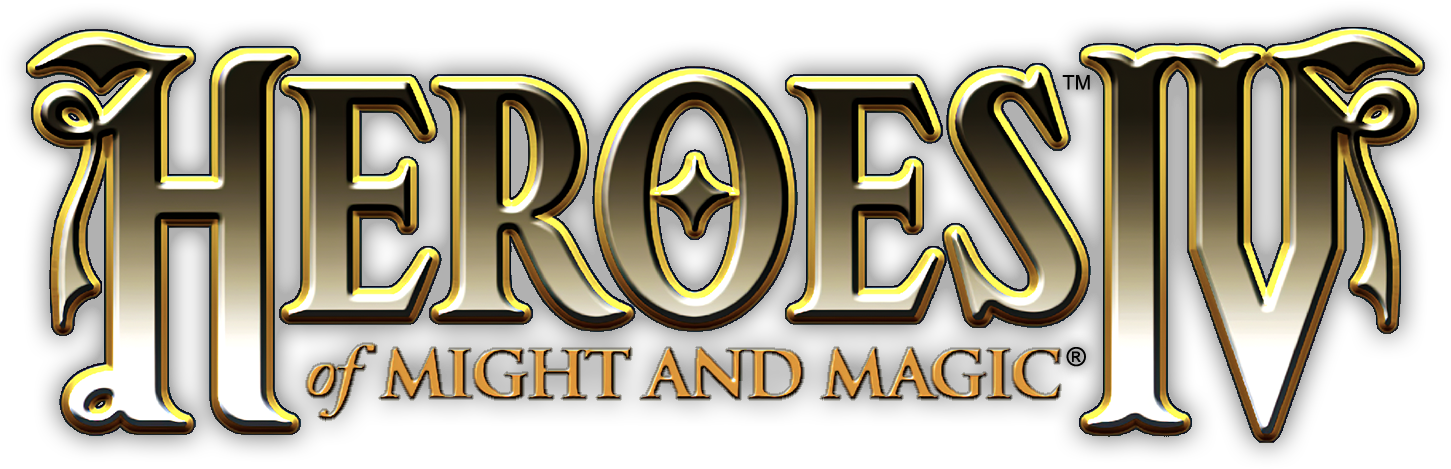
Heroes of Might and Magic IV Logo

Das 2002 für Windows und Mac OS erschienene Heroes of Might and Magic IV war das letzte von New World Computing entwickelte Spiel und wurde von Grund auf neu programmiert. Es schließt an die Ereignisse von Heroes Chronicles: The Sword of Frost an, spielt aber in der neuen Spielwelt Axeoth. Während das Spielprinzip immer noch stark dem der Vorgänger ähnelte, gab es auch einige größere Neuerungen. Der Funktionsumfang wurde etwas reduziert und die Helden kämpfen erstmals selbst auf dem Schlachtfeld mit. Aus finanziellen Gründen konnte 3DO es sich nicht leisten, den Release des Spiels noch weiter zu verzögern, so dass die Verkaufsversion diverse Fehler und noch keinen Netzwerkmodus enthielt, der erst einige Monate später per Aktualisierung nachgereicht wurde. Es wurden zwei Add-ons, The Gathering Storm und Winds of War, veröffentlicht.
Nach 3DOs endgültigem Bankrott im Jahr 2003 ersteigerte Ubisoft die Rechte an der Might-&-Magic-Serie für 1,3 Millionen US-Dollar und veröffentlichte später auch ein Heroes of Might and Magic IV Complete, welches das Hauptprogramm mit seinen beiden Add-ons bündelte.

## Heroes of Might and Magic V

Heroes of Might and Magic V Logo

Die Arbeiten an Heroes of Might and Magic V begannen bei New World Computing schon kurz nach dem Release des vierten Teils. Aufgrund des Bankrotts der Mutterfirma 3DO im Sommer 2003 wurde das Produkt jedoch nie vollendet. Die Rechte an der Might-&-Magic-Serie wurden versteigert und von Ubisoft erworben.
Mit der Entwicklung des fünften Teils betraute Ubisoft ab 2005 Nival Interactive. Die unvollendete Arbeit von New World Computing wurde nicht berücksichtigt. Stattdessen wandte man sich an die Fans und nahm deren Vorschläge auf. Dadurch orientiert sich Heroes of Might and Magic V spieltechnisch wieder mehr am von vielen Fans bevorzugten dritten Teil und viele Veränderungen des vierten Teils wurden wieder verworfen.
Ursprünglich war die Veröffentlichung schon für März 2006 geplant. Nach massiver Kritik an der mittels einer Beta-Phase vorgestellten damaligen Version des Spiels wurde das Release auf das zweite Quartal 2006 verschoben. Endgültiger Release-Termin war der 18. Mai 2006.
Es wurden zwei Add-ons, Hammers of Fate und Tribes of the East, veröffentlicht.

## Might & Magic: Heroes VI
Der sechste Teil der Serie wurde von Black Hole Entertainment entwickelt und von Ubisoft am 13. Oktober 2011 veröffentlicht. Er trägt den Titel Might & Magic: Heroes VI, da sich Ubisoft dazu entschloss, alle Titel im Might-&-Magic-Universum nur mehr nach dem Schema Might & Magic + Suffix zu benennen. Die Metacritic critics review Bewertung ist 77 von 100 Punkte.
DLCs und Add-ons
Bisher erschienen zwei DLCs, Pirates of the Savage Sea und Danse Macabre, welche von Limbic Entertainment entwickelt wurden und je eine neue Kampagne enthalten. Zudem erschien am 2. Mai 2013 das Add-on Shades of Darkness des Entwicklers Virtuos, welches zwei neue Kampagnen, und eine neue Fraktion, die Dunkelelfen, beinhaltet.

## Might & Magic: Heroes VII
Der siebte Teil der Serie erschien am 29. September 2015 und wurden von der deutschen Firma Limbic Entertainment produziert, die zuvor das Computer-Rollenspiel Might & Magic X: Legacy für Ubisoft produziert hatte. Die Kritiken waren durchwachsen. Die Metacritic critics review Bewertung ist 67 von 100 Punkte. GameStar bemängelte den Kampfsound sowie das Fehlen eines Tutorials und gab 88 Punkte. PC Games kritisierte, dass viele Kampagnenmissionen wegen Bugs nicht beendet werden könnten und nur wenige echte Neuerungen im Vergleich zu Vorgängern vorhanden seien. Außerdem seien Spielstände nach einem Update nicht mehr verwendbar gewesen. Der Spielspass wurde mit 70 % bewertet.

## Heroes of Might and Magic: Olden Era
Auf der Gamescom im August 2024 wurde die Entwicklung von Heroes of Might and Magic: Olden Era durch das Entwicklerstudio Unfrozen angekündigt, welches 2025 als Early Access und 2026 als fertiges Spiel erscheinen soll.

## Onlinespiele

### Heroes of Might and Magic Mini
Kurz vor dem Release von Heroes V wurde im April 2006 das Browserspiel Heroes of Might and Magic Mini veröffentlicht. Es erlaubte dem Spieler, gegen Entgelt Armeen zusammenzustellen und diese gegen andere Spieler in die Schlacht zu führen. Die Einheiten waren den gleichen Fraktionen wie in Heroes V zugeordnet und in die fünf Typen Infanterie, Fernkämpfer, Kavallerie, Magische Einheiten und Flugeinheiten eingeteilt. Jeder Typ war gegen je zwei andere besonders wirkungsvoll und gegen zwei weitere Typen besonders empfindlich. So sollte nach dem Schere-Stein-Papier-Prinzip eine ausgeglichene Spielbalance erreicht werden.
Heroes Mini wurde mittlerweile eingestellt.

### Heroes of Might and Magic Online
Im Mai 2008 wurde das ursprünglich schon für Ende 2005 geplante Heroes of Might and Magic Online exklusiv für den chinesischen Markt veröffentlicht. Es handelte sich um ein mit Strategie-Elementen versetztes, rundenbasiertes MMORPG. Die Handlung war wieder auf die Schauplätze von Heroes III verlegt worden.
Vom 11. Juni 2010 an existierte auch eine englische Variante von Heroes Online; sie war jedoch nur für Spieler mit einer asiatischen IP-Adresse zugänglich.
Zum 23. Juli 2012 wurde Heroes of Might and Magic Online eingestellt.
Am 5. Februar 2014 gab Ubisoft Einblicke in die neue Closed-Beta von Heroes of Might and Magic Online.

### Might & Magic: Heroes Kingdoms
Might & Magic Heroes Kingdoms ist ein kostenloses und im Gegensatz zu gewöhnlichen Browsergames grafisch sehr aufwändiges Online-Browserspiel nach dem Spielprinzip der Heroes-Reihe. Ursprünglich wurde das Spiel unter dem Titel Heroes of Might and Magic Kingdoms angekündigt, Ubisoft vollzog aber während des Betatests von Kingdoms ein Rebranding der Might-&-Magic-Reihe und wird künftig Might-&-Magic-Spiele ausschließlich nach dem Schema „Might & Magic + Suffix“ benennen.
Eine Besonderheit soll laut Ubisoft das Zeitmanagement darstellen, das im Vergleich zu anderen Browsergames eine größere Ausgewogenheit zwischen Spielern, die nur wenige Minuten täglich mit dem Spiel zubringen wollen, als auch Powergamern, die mehrere Stunden täglich aktiv am Spiel beteiligt sind, bringen soll.
Der Release erfolgte am 3. November 2009, allerdings vorerst nur für Spieler aus Frankreich. Am 12. August 2010 wurde das Spiel auch für Spieler aus Deutschland und Österreich veröffentlicht.
Might & Magic Heroes Kingdoms wurde zum 1. September 2014 eingestellt und der Server vom Netz genommen.

## Varianten für den Game Boy Color
Im Jahr 2000 wurde der erste Teil der Heroes-Reihe (ohne den Mehrspieler-Modus) von KnowWonder auf den Game Boy Color portiert und unter dem Titel Heroes of Might and Magic veröffentlicht. Noch im gleichen Jahr folgte in Nordamerika der Game-Boy-Color-Titel Heroes of Might and Magic II, der allerdings keine 1:1-Portierung der PC-Variante, sondern eine Mischung aus Heroes, Heroes II und Heroes III darstellte. In Europa wurde dieser Titel erst am 16. März 2001 veröffentlicht.